# Ranunculus fluitans
Ranunculus fluitans (syn. Batrachium fluitans (Lam.) Wimm.) — вид квіткових рослин з родини жовтецевих (Ranunculaceae).

## Біоморфологічна характеристика
Це багаторічна трав'яниста водна рослина до 6 метрів завдовжки, без плавучого листя. Стебла дуже довгі й міцні. Занурені листки ниткоподібні, 8–30 см завдовжки; на довгих ніжках. Квітки виступають з води, білі, 1.5–3 см у діаметрі, з 5–10 пелюстками. Пелюстки 7–13(18) мм завдовжки. 2n=16,24,32.

## Поширення
Росте у Європі від Ірландії до України.
В Україні вид росте у повільних водах — у Карпатах.